# Stiphodon hydroreibatus
Stiphodon hydroreibatus är en fiskart som beskrevs av Watson, 1999. Stiphodon hydroreibatus ingår i släktet Stiphodon och familjen smörbultsfiskar. IUCN kategoriserar arten globalt som otillräckligt studerad. Inga underarter finns listade i Catalogue of Life.